# Eupithecia grammaria
Eupithecia grammaria là một loài bướm đêm trong họ Geometridae.